# Star Trek: Lower Decks (2.ª temporada)
A segunda temporada de Star Trek: Lower Decks, uma série de animação adulta estadunidense do gênero de ficção científica, se passa no século XXIV e acompanha as aventuras de um grupo de oficiais subalternos com trabalhos triviais a bordo da nave estelar USS Cerritos, uma das naves menos importantes da Frota Estelar. A temporada foi produzida pela CBS Eye Animation Productions em parceria com a Secret Hideout, Important Science, Roddenberry Entertainment e o estúdio de animação Titmouse. A série foi criada por Mike McMahan, que também atuou como seu produtor principal, enquanto Barry J. Kelly serviu como o diretor supervisor.
Os atores Tawny Newsome, Jack Quaid, Noël Wells e Eugene Cordero dublaram os tripulantes subalternos da Cerritos, já Dawnn Lewis, Jerry O'Connell, Fred Tatasciore e Gillian Vigman dublaram os oficiais mais graduados da nave. A segunda temporada de Lower Decks foi encomendada em outubro de 2018 junto com a primeira. A produção precisou ocorrer remotamente por conta da pandemia de COVID-19 e alguns dos roteiristas da temporada nunca chegaram a se encontrar pessoalmente enquanto trabalhavam nela. A segunda temporada continua algumas das narrativas da primeira, como a ameaça dos pakleds e o relacionamento da alferes Beckett Mariner com sua mãe, a capitão Carol Freeman. Os trabalhos de animação começaram em agosto de 2020. A temporada contém várias conexões e referências ao passado da franquia Star Trek, com vários atores de séries anteriores retornando como convidados.
A temporada estreou em 12 de agosto de 2021 no serviço de streaming Paramount+ e exibiu seus dez episódios semanalmente até 14 de outubro. As avaliações dos críticos foram positivas, considerando que era uma continuação confiante e uma melhora em relação à temporada anterior. Isto mesmo com preocupações levantadas sobre a grande quantidade de referências à franquia Star Trek e algumas críticas sobre o conteúdo sexual da temporada. "wej Duj", o penúltimo episódio, foi considerado pela crítica como o melhor de toda série até então e ele chegou a ser indicado ao Prêmio Hugo de Melhor Apresentação Dramática, Forma Curta em 2022.

## Episódios
| Nº geral | Nº temp. | Título                         | Direção     | Roteiro                       | Exibição original      |
| --- | -------- | ------------------------------ | ----------- | ----------------------------- | ---------------------- |
| 11 | 1        | "Strange Energies"             | Jason Zurek | Mike McMahan                  | 12 de agosto de 2021   |
| A USS Cerritos chega no planeta Apergos para fazer um segundo contato. A alferes Beckett Mariner acidentalmente aciona um antigo sistema de defesa enquanto limpava alguns edifícios. Um feixe de energia acerta o comandante Jack Ransom e lhe dá poderes divinos. A alferes D'Vana Tendi fica preocupada que a personalidade de seu amigo, o alferes Sam Rutherford, foi drasticamente alterada desde que ele perdeu suas memórias e ganhou um novo implante ocular. Ela tenta concertá-lo com equipamentos médicos, mas isto o assusta. Tendi decide implementar medidas mais extremas, mas logo percebe o modo como está tratando seu amigo e faz as pazes com Rutherford. Ransom elouquece com seus poderes e cria uma cabeça gigante flutuante que vai para o espaço e ataca a Cerritos. Mariner, no planeta, chuta o corpo sem cabeça de Ransom na virilha, o que diminui seus poderes e acaba fazendo-o voltar ao normal. Enquanto isso, na USS Titan, o alferes Brad Boimler enfrenta dificuldades enquanto serve sob o capitão William Riker. |          |                                |             |                               |                        |
| 12 | 2        | "Kayshon, His Eyes Open"       | Kim Arndt   | Chris Kula                    | 19 de agosto de 2021   |
| Um membro da guilda dos Colecionadores morre e a Cerritos é encarregada de preparar suas coleção para ser catalogada sob a supervisão do Colecionador Siggi. Kayshon, o novo chefe de segurança da Cerritos, se junta a uma equipe avançada com Mariner, Tendi, Rutherford e Jet Manhaver, este último um alferes que assumiu a posição de Boimler e quem faz Mariner se sentir ameaçada. Enquanto isso, na Titan, Boimler ajuda uma equipe avançada a sobreviver uma missão perigosa, mas acaba duplicado enquanto é transportado de volta para nave. Siggi rouba uma máscara rara da coleção e isto aciona os mecanismos de defesa automáticos do colecionador morto. Estes atacam a equipe avançada e Kayshon é transformado em uma boneca de pano. A capitão Carol Freeman não fala com a equipe por ter sido criticada por microgerenciamento em uma avaliação de liderança. Mariner e Manhaver brigam sobre a melhor abordagem para escaparem, mas percebem que precisam deixar que Rutherford e Tendi assumir o controle; os quatro conseguem voltar em segurança. Boimler retorna para a Cerritos para que fica separado de sua duplicata, chamada de William.                                                           |          |                                |             |                               |                        |
| 13 | 3        | "We'll Always Have Tom Paris"  | Bob Suarez  | M. Willis                     | 26 de agosto de 2021   |
| A oficial médica chefe doutora T'Ana envia Tendi para pegar uma importante herança familiar, com Mariner a acompanhando. Elas pegam uma caixa antiga e decidem olhar o que há dentro, descobrindo um "poste de libido" que caitianos como T'Ana usam para aliviar sua necessidade anual por sexo. As duas acidentalmente quebram o poste e partem em uma missão para consertá-lo, durante a qual percebem que não conhecem muito uma sobre a outra. Elas não conseguem consertar o poste, mas T'Ana diz que só estava atrás da caixa. Rutherford fica surpreso ao ver o oficial tático Shaxs andando pela Cerritos depois deste ter se sacrificado para salvar Rutherford anteriormente. Ele é informado que oficiais da Frota Estelar morrem e retornam à vida de várias maneiras frequentemente, mas ainda assim quer saber como Shaxs sobreviveu. Rutherford reúne coragem para perguntar, com Shaxs lhe contando algo tão aterrorizante que Rutherford fica assustado para sempre. O tenente Tom Paris visita a Cerritos e Boimler quer conhecê-lo e conseguir seu autógrafo em uma placa comemorativa, mas por questões de acesso precisa rastejar por um tubo até a ponte de comando.                                      |          |                                |             |                               |                        |
| 14 | 4        | "Mugato, Gumato"               | Jason Zurek | Ann Kim                       | 2 de setembro de 2021  |
| Boimler e Rutherford começam a suspeitar que Mariner talvez seja uma espiã da Seção 31. Um mugato é detectado em um planeta em que não deveria estar e a Cerritos é enviada para investigar. Mariner, Boimler, Rutherford e Shaxs descem para a superfície. Eles descobrem que muitos mugatos estão sendo mantidos em cativeiro por ferengis que estão colhendo e vendendo seus chifres. A equipe ataca e os mugatos são libertados, mas Boimler e Rutherford se perdem no caos. O comprador dos ferengi tenta escapar e é capturado pela Cerritos, que acidentalmente destrói sua nave. Freeman inicialmente não percebe quem ele é e quase o compensa com uma nave auxiliar e alguns itens valiosos. Boimler e Rutherford encontram Mariner, que os convence que ela não é uma espiã perigosa. Juntos convencem os ferengi a estabelecerem um santuário para os mugatos e cobrar ingressos de visitantes. Na Cerritos, Tendi é encarregada de rastrear e escanear tripulantes que estão evitando suas checagens médicas periódicas. |          |                                |             |                               |                        |
| 15 | 5        | "An Embarrassment of Dooplers" | Kim Arndt   | Dave Ihlenfeld & David Wright | 9 de setembro de 2021  |
| A Cerritos escolta um emissário doopler para a Base Estelar 25. Os dooplers se duplicam involuntariamente quando ficam envergonhados e assim a tripulação se esforça para deixá-lo confortável, mas Freeman acidentalmente envergonha o emissário e ele começa a se duplicar incontrolavelmente por toda a nave. Ela percebe que isso irá inverter caso ele fica nervoso e então ordena que a tripulação o insulte. Mariner planeja entrar em uma festa na base estelar junto com Boimler usando o convite do clone deste, mas apenas Boimler consegue entrar e Mariner revela o quão magoada ficou quando ele a abandonou para servir na Titan. Boimler decide deixar a festa e se juntar a Mariner em um bar. Tendi e Rutherford trabalham para reconstruírem a miniatura de uma nave favorita dos dois. Rutherford fica frustrado por não conseguir reconstruir a miniatura com a mesma facilidade do que antes de perder suas memórias, mas Tendi explica que ele projetou a miniatura para estar sempre incompleta a fim de que os dois possam passar tmepo juntos. Freeman e os outros oficiais são barrados da festa e ignorados pelos capitães das outras naves, assim eles se juntam a Boimler e Mariner no bar.        |          |                                |             |                               |                        |
| 16 | 6        | "The Spy Humongous"            | Bob Suarez  | John Cochran                  | 16 de setembro de 2021 |
| A Cerritos embarca um refugiado pakled, mas começam a suspeitar que ele é um espião incompetente. Freeman ordena que Ransom e Kayshon o mantenham ocupado enquanto ela tenta negociar um cessar-fogo com a liderança pakled, mas fica frustrada pela confusa estrutura de liderança. Os alferes são encarregados de limpar anomalias de missão perigosas e imprevisíveis deixadas pela tripulação, mas Boimler é convidado para se juntar a um grupo que se chama de "Camisas Vermelhas" e que possui ambições de patentes mais altas, ficando interessados na época de Boimler na Titan. Eles fazem Boimler mudar de visual e o pressionam a se afastar de seus amigos, passando a maior parte de seu tempo falando sobre as habilidades de liderança que eles acham que têm. Tendi se funde com um artefato e se transforma em uma criatura grande parecida com um escorpião, com Boimler faz papel de bobo para que Tendi ria e volte ao normal. Os Camisas Vermelhas expressam seu desdém pelas ações de Boimler, mas este afirma que capitães de verdade tomam ações para ajudar seus amigos e tripulação. Freeman faz o espião revelar que os pakleds estão planejando atacar a Terra com uma bomba.                       |          |                                |             |                               |                        |
| 17 | 7        | "Where Pleasant Fountains Lie" | Jason Zurek | Garrick Bernard               | 23 de setembro de 2021 |
| A rainha Paolana, governante de Hysperia, uma sociedade inspirada no Renascimento oriunda de um planeta colonizado por entusiasta de fantasia, entra em contato com a Cerritos para pedir a ajuda de seu filho, o engenheiro chefe Andarithio "Andy" Billups. Este concorda relutantemente dar uma olhada nos motores da nave da mãe. Ele está receoso das repetidas tentativas de Paolana de lhe atrair de volta ao reino para que perca sua virgindade, o que segundo a tradição hysperiana o faria ascender ao trono como rei. Boimler fica decepcionado de ser transferido de uma promissora missão de campo para uma outra aparentemente menos interessante com Mariner, em que devem escoltar a inteligência artificial maligna AGIMUS para a Terra. Sua nave cai em um planeta deserto onde AGIMUS tenta semear discórdia revelando que Mariner fez Boimler ser transferido porque não acreditava que ele seria capaz de lidar com a missão de campo. Boimler engana AGIMUS para que ele envie um sinal de socorro, o que impressiona Mariner e a faz pedir desculpas. Billups acredita que Paolana morreu em uma explosão e se prepara para perder sua virgindade, mas isso era um truque e Rutherford o impede à tempo. |          |                                |             |                               |                        |
| 18 | 8        | "I, Excretus"                  | Kim Arndt   | Ann Kim                       | 30 de setembro de 2021 |
| Tensões entre subalternos e oficiais crescem depois de alguns subalternos terem sido deixados acidentalmente para trás em uma caminhada espacial durante uma missão de reparo. Shari yn Yem, uma instrutora da Frota Estelar, supervisiona uma série de testes no holodeque com o objetivo de melhorar o entendimento entre a tripulação. Todos fracassam em seus testes exceto Boimler, que alcança notas altas mas fica refazendo os testes obcessivamente a fim de alcançar uma nota perfeita. As discordâncias entre Mariner e Freeman as fazem falhar em um teste de acoplagem em tempo recorde, mas isto faz com que apreciem melhor uma à outra. Todos suspeitam que os testes foram manipulados para falharem e assim se aproximarem uns dos outros, mas Shari revela que na verdade isso era uma tentativa de manter seu emprego. A Cerritos será tirada de serviço se ela apresentar os resultados, mas o fato de Boimler ficar repetindo os exercícios dá tempo suficiente para Freeman e a tripulação demonstrarem que são capazes. Shari muda sua avaliação para uma aprovação. Freeman e seus oficiais pedem desculpas aos subalternos ao lhe presentearem com um replicador de comida.                            |          |                                |             |                               |                        |
| 19 | 9        | "wej Duj"                      | Bob Suarez  | Kathryn Lyn                   | 7 de outubro de 2021   |
| Na nave klingon Che'Ta, o oficial subalterno Ma'ah quer se tornar o primeiro oficial do capitão Dorg. Ele conquista o respeito de Dorg e o acompanha em um encontro com os pakleds, ficando perturbado ao descobrir que seu capitão está fornecendo armas aos pakleds, incluindo as bombas que planejam usar contra a Terra. No cruzador vulcano Sh'vhal, a oficial subalterna T'Lyn é criticada por raciocinar com emoções, mas mesmo assim consegue convencê-los a investigar uma anomalia. T'Lyn detecta os pakleds testando as bombas, com a Cerritos também detectando e indo investigar. Os pakleds e a Che'Ta atacam a Cerritos, que é salva pela chegada da Sh'vhal. Ma'ah desafia Dorg por conta de seu uso desonroso dos pakleds e sua insubordinação dos desejos do Alto Comando Klingon, matando-o em combate e substituindo-o como capitão. Ele ordena que a Che'Ta recue, com as pakleds fugindo também. T'Lyn, apesar do seu sucesso, é punida por suas repetidas transgressões emocionais ao ser transferida para a Frota Estelar. |          |                                |             |                               |                        |
| 20 | 10       | "First First Contact"          | Jason Zurek | Mike McMahan                  | 14 de outubro de 2021  |
| A Cerritos é designada para ajudar a USS Archimedes e sua capitão, Sonya Gomez, em uma missão de primeiro contato. Uma erupção solar faz a Archimedes perder a potência e ser puxada pela gravidade de um planeta, mas a Cerritos consegue estabilizá-la com um raio trator. Enquanto isso, Freeman recebe a proposta de uma promoção que irá tirá-la da Cerritos; Mariner ouve isto e fica com medo de ser abandonada, espalhando a notícia para os oficiais que começam a discutir com Freeman. Tendi descobre que será removida da enfermaria e fica com medo, mas T'Ana explica que seu potencial está sendo desperdiçado ali e que será promovida para a divisão de ciências. Rutherford começa a ter problemas com seus implantes cibernéticos por estar ficando se espaço de armazenamento, revelando para Billups que está fazendo backups triplos das suas memórias com Tendi porque tem medo de perder sua amizade. Ele acaba decidindo deletar suas memórias redundantes e descobre uma memória previamente escondida que sugere que seus implantes podem ter sido instalados contra sua vontade. Mais tarde, Freeman é presa por supostamente detonar uma bomba no planeta dos pakleds.                              |          |                                |             |                               |                        |

## Elenco
| - Tawny Newsome como Beckett Mariner - Jack Quaid como Brad Boimler - Noël Wells como D'Vana Tendi - Eugene Cordero como Sam Rutherford - Dawnn Lewis como Carol Freeman - Jerry O'Connell como Jack Ransom - Fred Tatasciore como Shaxs - Gillian Vigman como T'Ana | - Phil LaMarr como almirante Freeman - Lauren Lapkus como Jennifer Sh'reyan - Jessica McKenna como Barnes - Ben Rodgers como Steve Stevens - Rich Fulcher como os pakleds - Carl Tart como Kayshon - Paul Scheer como Andy Billups | - Jonathan Frakes como William Riker - Marcus Henderson como Jet Manhaver - Paul F. Tompkins como Migleemo - Robert Duncan McNeill como Tom Paris - Jeffrey Combs como AGIMUS - Alice Krige como a Rainha Borg - Lycia Naff como Sonya Gomez |

## Produção

### Desenvolvimento
A CBS All Access encomendou em outubro de 2018 duas temporadas de Star Trek: Lower Decks. Mike McMahan criou a série e foi seu showrunner. Os trabalhos na série foram transferidos para um ambiente remoto em março de 2020 por conta da pandemia de COVID-19, forçando a equipe a trabalhar de suas casas. O produtor executivo Alex Kurtzman afirmou em agosto que a temporada estava "avançando a toda velocidade, a todo vapor" e não tinha sido adiada pela pandemia como as séries live-action de Star Trek da época: Star Trek: Discovery, Star Trek: Picard e Star Trek: Strange New Worlds. Um mês depois a ViacomCBS anunciou que a CBS All Access seria expandida e renomeada em março de 2021 para Paramount+. "We'll Always Have Tom Paris", o terceiro episódio da temporada, foi o octingentésimo episódio de Star Trek produzido.

### Roteiros

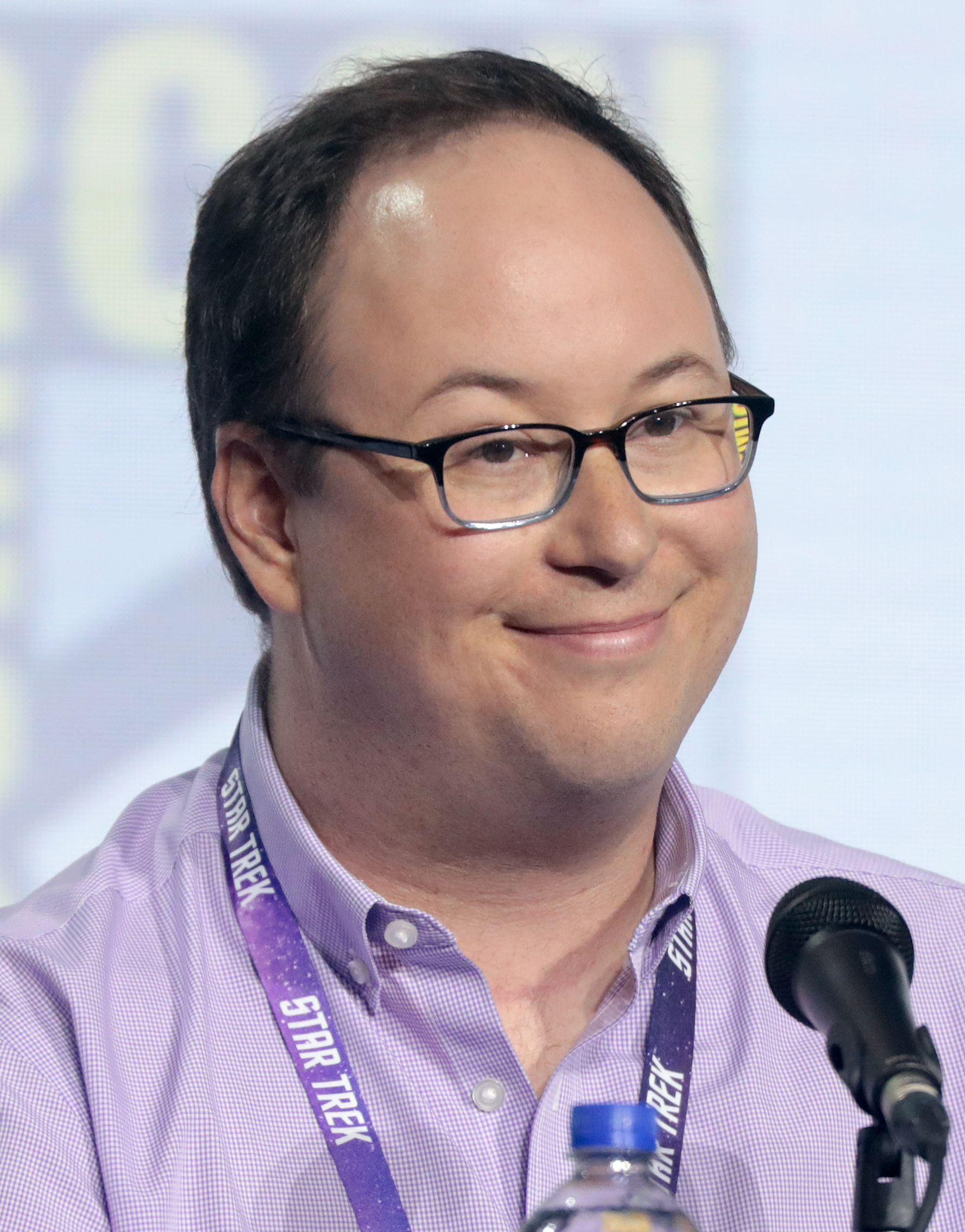
Mike McMahan, criador e showrunner de Lower Decks

Os roteiros da segunda temporada começaram a ser escritos em março de 2020, sendo finalizados em meados de setembro. Toda a temporada foi escrita remotamente por meio do Zoom devido à pandemia e alguns dos novos roteiristas não se encontraram com os outros em pessoa enquanto trabalharam na série. Ela foi escrita sabendo que os fãs poderiam assistir as duas primeiras temporadas em sequência, assim McMahan queria carregar a energia dos últimos três episódios da primeira temporada para o começo da segunda. Ele achou que esses episódios eram quando a equipe de roteiro encontrou a abordagem correta para a série. Os roteiristas não puderam levar em conta a resposta dos telespectadores porque a segunda temporada foi escrita antes da primeira temporada ser lançada, assim tinham que confiar que a primeira seria bem recebida.
McMahan afirmou que a segunda temporada combina episódios autônomos com arcos de personagem desenvolvidos por toda a temporada, tirando inspirados nas histórias de Star Trek: Voyager e Star Trek: Deep Space Nine, além de também Star Trek: The Next Generation. Vários membros da equipe assistiram séries anteriores de Star Trek, mas eles revisitaram episódios específicos juntos. Um destes episódios revisitados foi "A Private Little War" de Star Trek: The Original Series, que introduziu os alienígenas mugatos. O roteirista Ben Rodgers comentou que adorou a inconsistência na pronúncia de "mugato" no episódio, um erro que a equipe de Lower Decks desejou celebrar, assim o episódio "Mugato, Gumato" de Lower Decks possui piadas sobre as diferentes pronúncias. McMahan não queria que a segunda temporada desfizesse o final da primeira, em que o Brad Boimler vai servir na USS Titan. Ele comparou isto com narrativas da série Farscape, que tirava personagens da nave principal. Outras questões deixadas na segunda temporada incluem a perda de memória de Sam Rutherford, Beckett Mariner trabalhar com sua mãe Carol Freeman e a ameaça dos pakleds. McMahan também queria abordar melhor personagens e relacionamentos LGBT, especialmente mostrar Mariner mais explicitamente como bissexual.
Os roteiristas foram especificamente instruídos por McMahan a elevar os personagens de Rutherford e D'Vana Tendi para que pudessem se tornar verdadeiros coprotagonistas da série junto com Mariner e Boimler. Ele queria explorar novas combinações de personagens, como contar uma história com Mariner e Tendi juntas, algo que alguns críticos tinham pedido depois delas não terem nenhum episódio juntas na primeira temporada. As duas partem em uma missão juntas em "We'll Always Have Tom Paris", em que as personagens fazem piada reconhecendo que era uma "omissão flagrante" para as duas nunca terem se juntado antes. O título do episódio é uma referência ao episódio "We'll Always Have Paris" de The Next Generation, que por sua vez é uma referência a uma fala do filme Casablanca. McMahan também queria que alguns episódios se focassem em personagens coadjuvantes como a doutora T'Ana e o engenheiro chefe Andy Billups, com este último sendo um favorito dos roteiristas. Ele também estava receoso de mudar muito os personagens principais a ponto de ficarem muito parecidos com personagens e narrativas de outras séries de Star Trek, esperando desenvolver os personagens pelas temporadas sem se distanciar muito da premissa central de Lower Decks. Uma tema da temporada é personagens aprendendo a confiar uns nos outros, terminando com Mariner se abrindo com sua mãe. Freeman começa a temporada achando que deve se mudar para "lugares maiores e melhores", mas descobre até o último episódio que na Cerritos está no lugar certo. Esse é outro tema da série, explicitado por Freeman com a fala "os tapetes são mais cinzentos do outro lado do nave". Boimler tem uma jornada similar na temporada, querendo estar na Titan mas ficando feliz em retornar para a Cerritos. O arco de Freeman se conecta com a história dos pakleds, terminando com ela sendo presa por aparentemente destruir o planeta natal dos pakleds. A temporada termina com um gancho, armando o novo arco de personagem para Mariner na terceira temporada. McMahan percebeu no final da produção que o gancho deveria incluir uma cartela de texto com "Continua...", algo usado em situações semelhantes em séries de Star Trek.

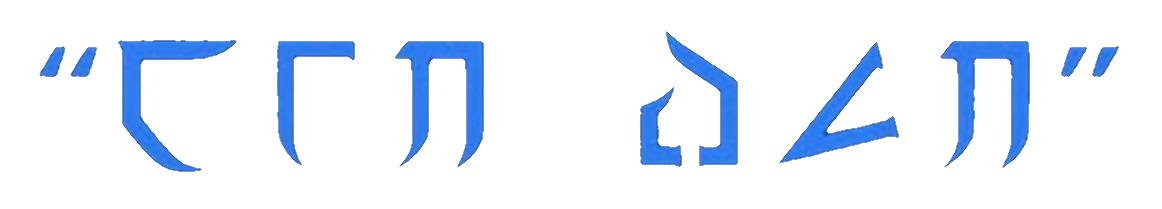
A cartela de título para o episódio "wej Duj" foi mostrado na língua klingon pela primeira vez na história franquia

McMahan tinha esperanças de replicar o sucesso dos três últimos episódios da primeira temporada ao ter um episódio de esquetes de comédia ("I, Excretus"), um episódio que quebra o formato da série ("wej Duj") e um grande último episódio ("First First Contact"). A ideia para "wej Duj", que significa "Três Naves" em língua klingon, veio dos roteiristas quererem fazer algo que não tinha sido visto antes e ficaram surpresos ao descobrirem que nenhuma série já tinha contato uma história dentro de uma nave vulcana. O episódio mostra "mais subalternos do que antes" ao explorar os subalternos da Cerritos, de uma nave vulcana e de uma nave klingon. McMahan afirmou que este seria o tipo de história que ele proporia caso recebesse a oportunidade de produzir um filme de Star Trek, descrevendo "wej Duj" como "um minifilme triplo que é parte [Star Trek VI: The Undiscovered Country], parte este negócio vulcano que nunca vimos antes", também conectando-se com a história pakled da temporada inteira. Um elemento que não pode ser incluído por questões logísticas foi ter os créditos iniciais escritos tanto um vulcano quanto em klingon, mas o título do episódio foi mostrado em caracteres klingon, a primeira vez que isto ocorreu na franquia. McMahan queria no último episódio um grande momento que não envolvesse a destruição da nave, como já havia ocorrido muitas vezes na franquia anteriormente. Em vez disso, pela primeira vez em Star Trek, as placas do casco de toda a nave foram arrancados. Isto foi inspirado por destroços ficando presos no casco da Enterprise no episódio "Minefield" de Star Trek: Enterprise. O último episódio apresenta a Operações Cetáceas, uma área da nave para tripulantes aquáticos. Ela foi mencionada pela primeira vez nos episódios "Yesterday's Enterprise" e "The Perfect Mate" de The Next Generation e foi detalhada no livro Star Trek: The Next Generation Technical Manual de Rick Sternbach e Michael Okuda, mas nunca mostrada em tela por conta das limitações orçamentárias e logísticas da televisão da década de 1980. McMahan afirmou que foi um sonho de longa data finalmente mostrar Operações Cetáceas.

### Dublagem

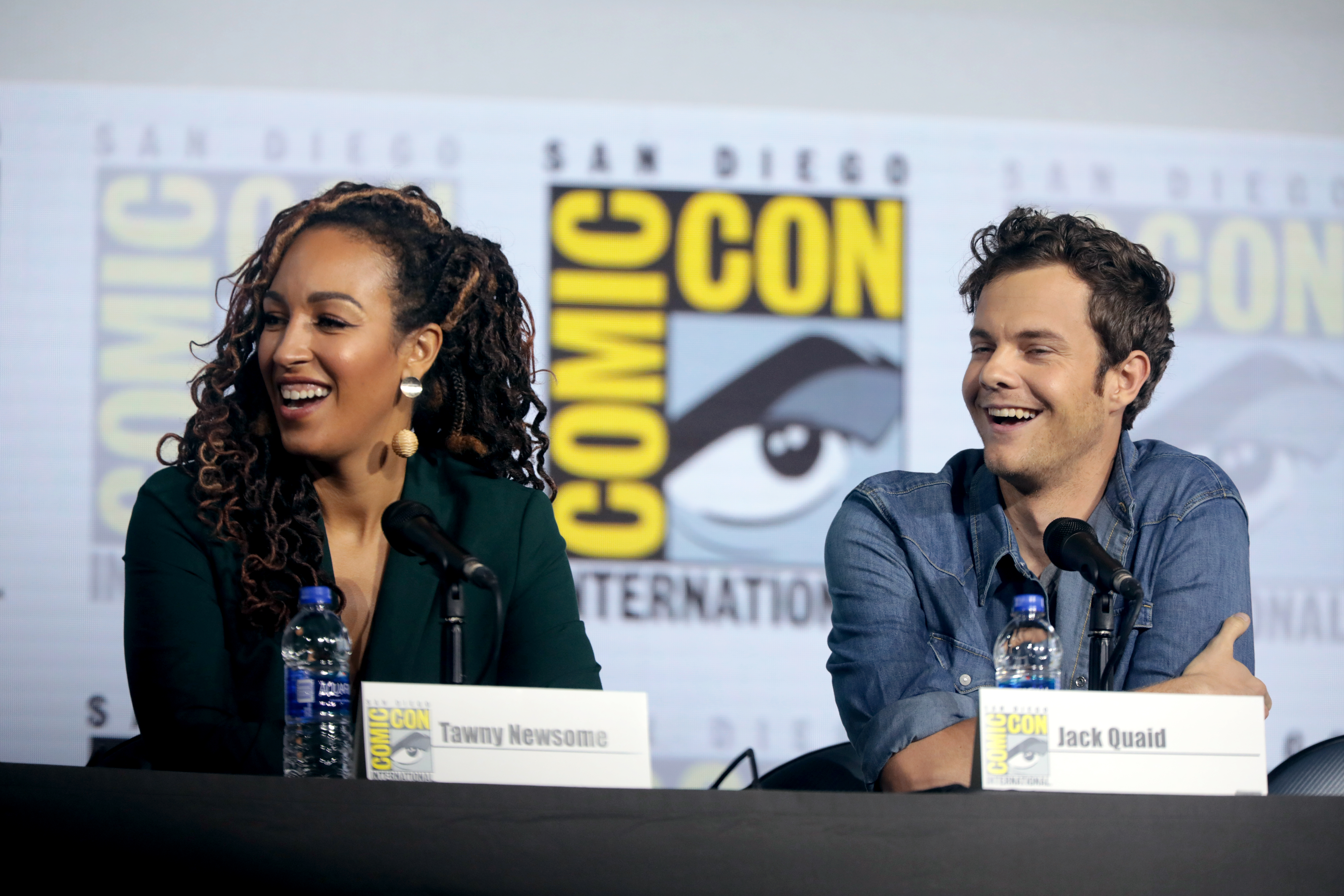
Tawny Newsome e Jack Quaid interpretaram Beckett Mariner e Brad Boimler, respectivamente, dois dos personagens principais de Lower Decks

O elenco principal é composto pelos alferes subalternos da Cerritos: Tawny Newsome como Beckett Mariner, Jack Quaid como Brad Boimler, Noël Wells como D'Vana Tendi e Eugene Cordero como Sam Rutherford. A tripulação de comando possui papéis coadjuvantes e incluí Dawnn Lewis como a capitão Carol Freeman, Jerry O'Connell como primeiro oficial comandante Jack Ransom, Fred Tatasciore como o chefe de segurança tenente Shaxs e Gillian Vigman como a oficial médica chefe doutora T'Ana. Shaxs morreu no final da primeira temporada e um novo chefe de segurança é apresentado, Kayshon, dublado por Carl Tart. A temporada também mostra Shaxs ressuscitado em uma história que caçoa as várias vezes que personagens morreram em Star Trek e voltaram.
Jonathan Frakes fez uma participação especial no último episódio da primeira temporada em seu papel de William Riker oriundo de The Next Generation, com ele retornando para interpretar o mesmo personagem nos primeiros episódios da segunda temporada. Marina Sirtis também tinha reprisado seu papel de Deanna Troi de The Next Generation na primeira temporada junto com Frakes, mas ela não voltou para a segunda por, de acordo com McMahan, motivos de história. Este também comentou que o retorno de personagens de séries anteriores de Star Trek ocorreria "de um modo que você não espera". Robert Duncan McNeill reprisou seu papel de Tom Paris de Voyager e também dublou uma placa comemorativa de Paris que conversa com Boimler durante uma alucinação, enquanto Alice Krige retornou como a Rainha Borg do filme Star Trek: First Contact e Lycia Naff fez uma participação especial como seu personagem Sonya Gomez de The Next Generation. McMahan trouxe Naff de volta para fazer referência a algum personagem de The Next Generation que não fosse um dos principais e também por considerar Gomez como "uma das subalternas originais". Além disso, Jeffrey Combs, que anteriormente interpretou vários personagens em várias séries da franquia, dublou o maligno computador AGIMUS. A entidade Armus do episódio "Skin of Evil" de The Next Generation aparece brevemente dublada por Tatasciore, que substituiu o dublador original Ron Gans. O personagem Thadiun Okona do episódio "The Outrageous Okona" de The Next Generation faz uma aparição muda como um DJ em uma festa da Frota Estelar.
Outros membros do elenco que retornaram incluem Phil LaMarr como o almirante Freeman, o pai de Mariner; Lauren Lapkus como Jennifer Sh'reyan, uma alferes andoriana da Cerritos; Jessica McKenna como alferes Barnes e a computador da Cerritos; o roteirista Ben Rodgers como o tenente Steve Stevens; Rich Fulcher como os muitos pakleds; Marcus Henderson como o tenente Jet Manhaver; Paul F. Tompkins como o doutor Migleemo; e Paul Scheer como o engenheiro chefe Andy Billups.
As gravações para a temporada ocorreram principalmente com os atores em suas casas por conta da pandemia. Newsome já tinha um estúdio de gravação em sua casa, com equipamentos de gravação sendo instalados na casa dos outros atores. Entretanto, Combs em um estúdio tradicional sob precauções da pandemia.

### Animação e desenho
O estúdio Titmouse realizou a animação de Lower Decks, com o diretor episódico da primeira temporada Barry J. Kelly substituindo Juno Lee como o diretor supervisor. Os trabalhos de storyboard começaram em agosto de 2020. Estes foram transformados em animações brutas para que os animadores usassem de base para a animação final com todos os detalhes e cores. A animação entrou na fase final de colorização em maio de 2021. O estilo de animação reflete o visual de uma "comédia de animação de horário nobre" como The Simpsons, mas com fundos e ambientes muito mais detalhados do que é o tradicional para tais tipos de animações de horário nobre.
O modelo da Cerritos recebeu algumas "pequenas mudanças cosméticas" depois do último episódio da primeira temporada. A USS MacDuff aparece em "Strange Energies" como um holograma e é representada como uma nave estelar da Classe Miranda como a USS Reliant do filme Star Trek II: The Wrath of Khan, com esta sendo a nave estelar favorita de McMahan e a inspiração para o desenho da Cerritos. As outras duas naves principais de "wej Duj" eram a Che'Ta, uma ave de rapina klingon como as outras vistas na franquia, e o cruzador vulcano Sh'Vhal, que tem um desenho similar às naves vulcanas vistas em Enterprise. O último episódio da temporada mostra a USS Archimedes, uma nave estelar da Classe Obena, inspitada na Classe Excelsior de Star Trek III: The Search for Spock, mas maior e com algumas pequenas mudanças. A nova classe foi nomeada em homenagem a Nollan Obena, o diretor de arte de Lower Decks. Também vista na temporada é a Base Estelar 25, que tinha sido mencionada em Star Trek: The Animated Series mas nunca vista até "An Embarrassment of Dooplers". Sua aparência é bem parecida com a Base Estelar Vanguard da série de livros Star Trek: Vanguard. Dentro está um Bar do Quark como aquele visto em Deep Space Nine, que desde então se tornou uma franquia, com outros Bares do Quark aparecendo em outros planetas em Lower Decks. Tendi presenteia Rutherford com uma miniatura da Deep Space Nine que vem em uma caixa com a mesma tipografia dos créditos de Deep Space Nine.

Pôster promocional para "Kayshon, His Eyes Open", mostrando as muitas referências visuais que a temporada faz para o restante da franquia Star Trek

McMahan esperava que as referências a The Animated Series a honrassem como a primeira série de animação da franquia, incluindo vários alienígenas de The Animated Series na segunda temporada de Lower Decks: um alferes kzinti aparece e em "The Spy Humongous" ele faz a "postura curvada" que os kzinti de The Animated Series fazem; a Base Estelar 25 tem muitas espécies diferentes, incluindo um bartender da mesma espécie que o personagem Em/3/Green e os aviários aurelianos; Shari Yn Yem de "I, Excretus" é uma pandroniana com seu estilo único de fala, vestuário e capacidade de dividir seu corpo em três partes. A temporada também mostra o esqueleto de Spock Dois, um clone gigante de Spock do episódio "The Infinite Vulcan" de The Animated Series. O esqueleto aparece como parte de uma coleção sendo catalogada em "Kayshon, His Eyes Open", que inclui várias outras referências para muitas das séries e filmes anteriores de Star Trek.
A temporada começa com Mariner sendo interrogada por cardassianos em um programa de holodeque similar aos episódios "Chain of Command" de The Next Generation Em "I, Excretus", a tripulação da Cerritos participa em programas de treinamento no holodeque baseados em missões anteriores da Frota Estelar e que homenageiam eventos de episódios de outras mídias de Star Trek: "Mirror Universe Encounter" se passa no Universo Espelho e é baseado em "Mirror, Mirror" de The Original Series; "Old West Planet" tem a temática faroeste de vários outros episódios mas com um desenho específico à "Spectre of the Gun" de The Original Series; "Naked Time" tem as referências visuais do episódio "The Naked Time" de The Original Series e "The Naked Now" de The Next Generation; "Medical Ethics" tem um enredo similar a "Ethics" de The Next Generation; "The Good of the Many" replica o cenário, figurinos e situação da cena em que Spock precisa consertar um núcleo radioativo em The Wrath of Khan; "Escape from Spacedock" exige que a tripulação voe a nave para fora de uma doca espacial com o objetivo de salvar Spock e o Planeta Gênese, exatamente como no enredo de The Search for Spock; e "Borg Encounter" adapta vários elementos de episódios focados nos borg e também de First Contact. Além disso, a doutora T'Ana e Tendi fazendo uma escalada em "wej Duj" em uma similação de holodeque do El Capitan no Parque Nacional de Yosemite, recriando a cena em que o capitão James T. Kirk faz o mesmo em Star Trek V: The Final Frontier.
Rutherford tem uma visão em "We'll Always Have Tom Paris" de versões alternativas de Shaxs usando figurinos diferentes de vários lugares da franquia, incluindo um uniforme de Enterprise, um uniforme do Império Terrano de "Mirror, Mirror", um figurino similar ao do professor Moriarty do episódio "Elementary, Dear Data" de The Next Generation, um uniforme vermelho de The Original Series e um figurino borg. Em "wej Duj", alguns tripulantes correm pela nave usando vários figurinos diferentes, incluindo figurinos da luta marcial anbo-jyutsu e collants de ginástica dos episódios "The Icarus Factor" e "The Price", respectivamente, de The Next Generation. Boimler no mesmo episódio usa a mesma camiseta com os dizeres "Go climb a rock" que Kirk usa em The Final Frontier, enquanto Freeman usa uma camiseta com "RITOS" escrito, similar às camisetas com "DISCO" usadas pelos tripulantes da USS Discovery em Star Trek: Discovery. Um alienígena com vários olhos aparece brevemente na Base Estelar 25, com sua aparência tendo sido baseada no desenho original de Saru de Discovery. O computador maligno AGIMUS é enviado para o Instituto Daystrom de Robótica Avançada no episódio "Where Pleasant Fountains Lie", local mostrado pela primeira vez na primeira temporada de Star Trek: Picard, com sua aparência em Lower Decks sendo quase a mesma que aquela em Picard.

### Música
O compositor Chris Westlake não pode gravar sua música para a primeira temporada com uma orquestra completa em um estúdio de gravação tradicional devido à pandemia de COVID-19, mas conseguiu fazer isso para a segunda temporada. As gravações começaram em maio de 2021 no Sony Scoring Stage em Los Angeles com sessenta músicos. O tema principal da série foi regravado com a orquestra para a segunda temporada. As gravações do "punk ácido klingon" que aparecem no episódio "We'll Always Have Tom Paris" possuem letras escritas por Westlake e traduzidas para o klingon pelo linguista Marc Okrand, seu criador. Similarmente como Boimler cantarola o tema de Star Trek: The Motion Picture e The Next Generation por Jerry Goldsmith na primeira temporada, ele cantarola o tema de Voyager também de Goldsmith em "We'll Always Have Tom Paris". Seleções da trilha de Westlake para a temporada foram incluídas em um álbum lançado pela Lakeshore Records em 8 de outubro de 2021.

## Lançamento

### Divulgação
Elenco e equipe falaram brevemente sobre a temporada em outubro de 2020 durante um painel na New York Comic Con. Este painel discutiu principalmente o último episódio da primeira temporada e foi lançado como um episódio do aftershow The Ready Room. McMahan comentou um pouco sobre a temporada no mesmo mês em outro evento. Um teaser trailer foi lançado durante um evento em 5 de abril de 2021 para marcar o "Dia do Primeiro Contato", uma celebração de um feriado ficcional que marca o primeiro contato entre humanos e alienígenas no universo Star Trek. A data de estreia da temporada foi revelada no mesmo evento. Um trailer oficial foi lançado em julho de 2021 durante um painel virtual na San Diego Comic-Con, com McMahan e elenco discutindo a temporada. A Titmouse, assim como havia feito na primeira temporada, lançou uma camiseta com uma estampa única para cada episódio. Esses desenhos ficaram disponíveis por apenas uma semana e quem comprasse as dez recebia um décimo terceiro bônus.

### Transmissão
A temporada estrou nos Estados Unidos no serviço streaming Paramount+ em 12 de agosto de 2021, exibindo seus dez episódios semanalmente até 14 de outubro. Cada episódio foi transmitido na Canadá no mesmo dia pela Bell Media nos canais CTV Sci-Fi Channel (em inglês) e Z (em francês) antes de entrarem no serviço de streaming Crave. A Prime Video disponibilizou a série em vários territórios, incluindo Europa, Austrália, Nova Zelândia, Japão e Índia. Os dez episódios da temporada foram disponibilizados no Brasil pela Paramount+ em 27 de outubro de 2021. A Paramount fez um acordo com a Prime Video em fevereiro de 2023 sobre os direitos de streaming internacionais, possibilitando que Lower Decks fosse adicionada à Paramount+ em alguns territórios e mesmo assim permanecer na Prime Video. A Bell Media anunciou em julho de 2023 que Lower Decks deixaria o Crave no mês seguinte. Ela continuou a ser transmitida na CTV Sci-Fi e temporadas anteriores permaneceram na CTV.ca e no aplicativo da CTV.

### Mídia caseira
A segunda temporada de Lower Decks foi lançada em DVD e Blu-ray nos Estados Unidos em 12 de julho de 2022. Este lançamento incluía mais de uma hora de documentários de bastidores, incluindo storyboards animados para cada episódio, um resumo das referências e easter eggs para outras séries de Star Trek para cada episódio, documentários sobre o projeto sonoro e sobre a produção geral da segunda temporada, mais áudio comentários em vários episódios com o elenco e equipe.

## Repercussão

### Crítica
A segunda temporada tem uma aprovação de cem por cento no agregador de resenhas Rotten Tomatoes, com uma nota média de 8,3/10 a partir de doze resenhas. O consenso no website é: "Lower Decks ajeita a nave com uma segunda temporada mais autoconfiante que encontra um equilíbrio ideal entre afeição e irreverência".
Brandon Zachary da Comic Book Resources, ao avaliar os primeiros cinco episódios da temporada, elogiou a série por usar suas referências a Star Trek para desenvolver seus personagens e história. Ele achou que a temporada era mais confiante do que a primeira, algo que Liz Shannon Miller da Collider e Tara Bennett da IGN também acharam. As duas afirmaram que a temporada evitou preocupações dos fãs ao equilibrar amor por Star Trek com histórias divertidas e melhoradas. Bennett citou como exemplo dessa melhora como Boimler foi lidado nos primeiros cinco episódios, ficando impressionada por achar que outras séries de comédia não explorariam as ramificações de uma decisão como a de Boimler de deixar a nave ao final da primeira temporada. Bennet criticou a quantidade de referências à franquia e esperava que a segunda metade da temporada se focasse mais em materiais originais. Ben Pearson da /Film disse que a série continuava a ser uma adição agradável à franquia apesar de achar que a quantidade de referências de Star Trek estavam ficando mais difíceis de ignorar para fãs mais casuais. Zack Handlen da The A.V. Club escreveu que assistir Lower Decks tinha a sensação confortável de assistir "uma reprise que você ainda não assistiu" e que era um exemplo positivo de fan service, mesmo com as constantes referências às vezes se tornando cansativas. Ele achou a segunda temporada mais focada e consistente do que a primeira, tinha piadas melhores e lidou com as narrativas episódicas e continuidade em geral tão bem quanto, se não melhor, do que outras séries de Star Trek. Handlen mesmo assim expressou seu desejo de que Lower Decks fosse mais ambiciosa, dizendo que era fácil de ser recomendada para fãs de Star Trek que conhecessem as referências mas que "é difícil não ter esperanças que algum dia alcance um pouco mais do que 'Hey, lembra aquele em que...'"
Shamus Kelley da Den of Geek não gostou do primeiro episódio, mas ficou encorajado pelo resto e afirmou que estava "apaixonado pelo programa" na metade da temporada. Ele atribuiu isto ao desenvolvimento de personagens, uso mais inteligente das referências e porque a série "parou de tentar ser Rick and Morty". Keith R. A. DeCandido da Tor.com disse que Lower Decks estava estava se transformando em uma série de Star Trek "de verdade" e estava muito melhor do que a primeira temporada, principalmente porque "se permitiu ser um programa de Star Trek, apesar de um cheio de humor e ridículo". Mesmo assim, ele achou que a temporada sofreu do mesmo tom inconstante que a primeira e ainda se baseava muito em referências e "enredos estúpidos de sitcons de escritório". Andrew Cunningham da Ars Technica disse que a quantidade de referências a Star Trek "pode ficar cansativa em grandes quantidades" e questionou o quão bem a série funcionava para pessoas que não conheciam a franquia, mas como fã Lower Decks estava lhe proporcionando as narrativas episódicas divertidas com baixos riscos que desejava de Star Trek. A. J. Black da Cultural Conversation afirmou que esta era o "salto mais brilhante" de todas as segundas temporadas das séries modernas de Star Trek por manter consistência com a primeira ao mesmo tempo que ampliava o que funcionou de melhor. Ele disse que a segunda metade da temporada era melhor que a primeira e elogiou o último episódio como um dos melhores da franquia desde "Scorpion", último episódio da terceira temporada de Voyager. Ele atribuiu isto a uma combinação de uma "crise central forte e focada no tempo", referências para o resto da franquia e o desenvolvimento do relacionamento entre Mariner e Freeman. Black achou que "wej Duj" foi ofuscado por "First First Contact", mas mesmo assim elogiou o episódio por elevar a série para um nível comparável à "Q Who" de The Next Generation e "Duet" de Deep Space Nine. "wej Duj" foi considerado por muitos como o melhor da série até então.
Zachary afirmou que a "animação limpa" da temporada complementava os roteiros e as atuações, enquanto Handlen descreveu a animação como "consistentemente inventiva e linda do começo ao fim, realizando o difícil truque de ser hilária e inspiradora conforme necessário". Black também elogiou a animação "lindamente desenhada". Cunningham disse que a segunda temporada se beneficiava de ter personagens simpáticos apresentados na primeira temporada, já Zachary disse que o elenco era "uniformemente forte" em seus papéis. Handlen deu elogios em particular para o elenco coadjuvante, especialmente Lewis e O'Connell. Bennett elogiou o desenvolvimento de Mariner, afirmando que a personagem era "mais divertida de estar perto" e gostando que seu relacionamento com Freeman foi abordado na temporada. Bennet também gostou os papéis expandidos para Tendi e Rutherford, algo que Pearson concordou apesar de preocupações com a dinâmica da dupla no primeiro episódio. DeCandido comentou que Mariner e seu hábito de sempre salvar o dia foi um dos maiores problemas da primeira temporada e ficou feliz que isso mudou na segunda. Ele elogiou o desenvolvimento de Boimler e Tendi, destacando também o elenco de atores convidados. Por outro lado, ele achou que alguns personagens coadjuvantes como Kayshon, Jet e Jennifer foram subutilizados.
Black criticou especificamente o episódio "Mugato, Gumato", que ele afirmou que era "enraizada ao redor de uma cena de sexo bem gráfica de mugatos". McMahan, em resposta à comentários sobre a cena, afirmou que achava que ela era engraçada e que existia bastante conteúdo em Lower Decks que não era orientado para a família. Ele afirmou que "Eu nunca enxerguei Star Trek como celebrando o puritanismo. Eu acho que Star Trek sempre abraçou a sexualidade, humanidade e todo tipo de coisa boa". Outra cena explícita que foi criticada foi quando Mariner vê uma orgia em "I, Excretus". Quaid foi perguntado sobre a cena e respondeu que estava acostumado com esse tipo de conteúdo devido ao seu trabalho na série The Boys. McMahan afirmou que a cena era consistente com a nudez e conteúdo sexual das séries live-action de Star Trek.

### Prêmios
| Ano  | Prêmio                                  | Categoria                                                       | Indicados                                                                                              | Resultado | Ref     |
| ---- | --------------------------------------- | --------------------------------------------------------------- | --- | --------- | ------- |
| 2022 | Golden Reel Awards                      | Melhor Realização em Edição de Som – Série de Animação ou Curta | James Lucero, James Singleton, Mak Kellerman, Michael LaFerla e Michael Britt (por "Strange Energies") | Indicado  | [ 98 ]  |
| 2022 | Hollywood Critics Association TV Awards | Melhor Série de Animação ou Telefilme de Streaming              | Star Trek: Lower Decks                                                                                 | Indicado  | [ 99 ]  |
| 2022 | Hugo Awards                             | Melhor Apresentação Dramática, Forma Curta                      | Bob Suarez e Kathryn Lyn (por "wej Duj")                                                               | Indicado  | [ 100 ] |
| 2022 | Saturn Awards                           | Melhor Série de Animação                                        | Star Trek: Lower Decks                                                                                 | Indicado  | [ 101 ] |